# David Rikl
David Rikl (ur. 27 lutego 1971 w Brandýsie nad Labem-Starej Boleslavi) – czeski tenisista, reprezentant w Pucharze Davisa, olimpijczyk z Sydney (2000).
Ojciec Patrika Rikla (ur. 1999), również tenisisty.

## Kariera tenisowa
Jako zawodowy tenisista Rikl występował w latach 1989–2005.
W grze pojedynczej wygrał pięć turniejów kategorii ATP Challenger Tour. Pierwsze zwycięstwo odniósł w 1993 w Dreźnie. Drugą i trzecią wygraną zaliczył w tym samym roku w Koszycach i São Luís. W 1995 wygrał w Heilbronn i Pilźnie. Najlepszy wynik singlowy Czecha w turniejach rangi ATP World Tour to finał rozgrywek w Dżakarcie z sezonu 1994. W finale przegrał, z będącym wówczas na 7. miejscu w rankingu, Michaelem Changiem 3:6, 3:6.
W grze podwójnej wygrał w przeciągu całej kariery 30 turniejów rangi ATP World Tour. Pierwsze zwycięstwo odniósł w 1991 wspólnie z Michielem Schapersem w Tel Awiwie, a ostatnie w roku 2004 razem z Leanderem Paesem w Gstaad. Ponadto Rikl był uczestnikiem 23 finałów turniejów ATP World Tour, w tym wielkoszlemowego Wimbledonu z roku 2001. Partnerem deblowym Rikla był Jiří Novák. Po drodze wyeliminowali m.in. Boba i Mike’a Bryanów; w finale przegrali z Donaldem Johnsonem i Jaredem Palmerem wynikiem 4:6, 6:4, 3:6, 6:7(6). Drugi wielkoszlemowy finał z udziałem Czecha miał miejsce podczas US Open z sezonu 2004. Grając w parze z Leanderem Paesem pokonali m.in. w 3 rundzie debel Jonas Björkman–Todd Woodbridge, jednak w finale przegrali 3:6, 3:6 z parą Mark Knowles–Daniel Nestor.
W latach 1997–2002 reprezentował Czechy w Pucharze Davisa, dochodząc z drużyną trzykrotnie do ćwierćfinału najwyższej klasy rozgrywek, grupy światowej (lata 1997, 2000, 2002). Rozegrał dla drużyny przez ten okres 13 meczów, wygrywając w singlu 1 pojedynek, a przegrywając 2, natomiast w deblu wygrał 7 meczów i 3 przegrał.
W 2003 zagrał w parze z Jiřím Novákiem na igrzyskach olimpijskich w Sydney. Czeska para odpadła w 2 rundzie po porażce z Àlexem Corretją i Albertem Costą.
Najwyżej sklasyfikowany w rankingu singlistów był na 41. miejscu na początku maja 1994 roku, z kolei w zestawieniu deblistów w połowie sierpnia 2001 roku zajmował 4. pozycję. W roku 2005 ogłosił zakończenie kariery tenisowej.

### Finały w turniejach ATP World Tour
| Legenda                                      |
| -------------------------------------------- |
| Wielki Szlem                                 |
| Igrzyska olimpijskie                         |
| Tennis Masters Cup / ATP Finals              |
| ATP Masters Series / ATP Tour Masters 1000   |
| ATP International Series Gold / ATP Tour 500 |
| ATP International Series / ATP Tour 250      |

#### Gra pojedyncza (0–1)
| Końcowy wynik | Nr | Data             | Turniej  | Nawierzchnia | Przeciwnik    | Wynik finału |
| ------------- | -- | ---------------- | -------- | ------------ | ------------- | ------------ |
| Finalista     | 1. | 16 stycznia 1994 | Dżakarta | Twarda       | Michael Chang | 3:6, 3:6     |

#### Gra podwójna (30–23)
| Końcowy wynik | Nr  | Data                 | Turniej            | Nawierzchnia    | Partner               | Przeciwnicy                          | Wynik finału          |
| ------------- | --- | -------------------- | ------------------ | --------------- | --------------------- | ------------------------------------ | --------------------- |
| Zwycięzca     | 1.  | 13 października 1991 | Tel Awiw           | Twarda          | Michiel Schapers      | Javier Frana Leonardo Lavalle        | 6:2, 6:7, 6:3         |
| Zwycięzca     | 2.  | 12 lipca 1992        | Newport            | Trawiasta       | Royce Deppe           | Paul Annacone David Wheaton          | 6:4, 6:4              |
| Finalista     | 1.  | 4 października 1992  | Bazylea            | Twarda (hala)   | Karel Nováček         | Tom Nijssen Cyril Suk                | 3:6, 4:6              |
| Finalista     | 2.  | 14 marca 1993        | Saragossa          | Dywanowa (hala) | Mike Bauer            | Martin Damm Karel Nováček            | 6:2, 4:6, 5:7         |
| Finalista     | 3.  | 17 października 1993 | Tel Awiw           | Twarda          | Mike Bauer            | Sergio Casal Emilio Sánchez          | 4:6, 4:6              |
| Zwycięzca     | 3.  | 31 października 1993 | Santiago           | Ceglana         | Mike Bauer            | Christer Allgardh Brian Devening     | 7:6, 6:4              |
| Zwycięzca     | 4.  | 10 kwietnia 1994     | Barcelona          | Ceglana         | Jewgienij Kafielnikow | Jim Courier Javier Sánchez           | 5:7, 6:1, 6:4         |
| Zwycięzca     | 5.  | 1 maja 1994          | Monachium          | Ceglana         | Jewgienij Kafielnikow | Boris Becker Petr Korda              | 7:6, 7:5              |
| Zwycięzca     | 6.  | 15 maja 1994         | Rzym               | Ceglana         | Jewgienij Kafielnikow | Wayne Ferreira Javier Sánchez        | 6:1, 7:5              |
| Zwycięzca     | 7.  | 23 października 1994 | Wiedeń             | Dywanowa (hala) | Mike Bauer            | Alex Antonitsch Greg Rusedski        | 7:6, 6:4              |
| Finalista     | 4.  | 6 sierpnia 1995      | Praga              | Ceglana         | Jiří Novák            | Libor Pimek Byron Talbot             | 5:7, 6:1, 6:7         |
| Zwycięzca     | 8.  | 17 września 1995     | Bogota             | Ceglana         | Jiří Novák            | Steve Campbell MaliVai Washington    | 7:6, 6:2              |
| Zwycięzca     | 9.  | 29 października 1995 | Santiago           | Ceglana         | Jiří Novák            | Shelby Cannon Francisco Montana      | 6:4, 4:6, 6:1         |
| Finalista     | 5.  | 5 listopada 1995     | Montevideo         | Ceglana         | Jiří Novák            | Sergio Casal Emilio Sánchez          | 6:2, 6:7, 6:7         |
| Finalista     | 6.  | 12 listopada 1995    | Buenos Aires       | Ceglana         | Jiří Novák            | Vince Spadea Christo Van Rensburg    | 3:6, 3:6              |
| Zwycięzca     | 10. | 31 marca 1996        | Casablanca         | Ceglana         | Jiří Novák            | Tomás Carbonell Francisco Roig       | 7:6, 6:3              |
| Zwycięzca     | 11. | 15 września 1996     | Bogota             | Ceglana         | Nicolás Pereira       | Pablo Campana Nicolás Lapentti       | 6:3, 7:6              |
| Finalista     | 7.  | 10 listopada 1996    | Moskwa             | Dywanowa (hala) | Jiří Novák            | Rick Leach Andriej Olchowski         | 6:4, 1:6, 2:6         |
| Zwycięzca     | 12. | 20 października 1997 | Ostrawa            | Dywanowa (hala) | Jiří Novák            | Donald Johnson Francisco Montana     | 6:2, 6:4              |
| Finalista     | 8.  | 2 sierpnia 1998      | Umag               | Ceglana         | Jiří Novák            | Neil Broad Piet Norval               | 1:6, 6:3, 3:6         |
| Zwycięzca     | 13. | 16 sierpnia 1998     | San Marino         | Ceglana         | Jiří Novák            | Mariano Hood Sebastián Prieto        | 6:4, 7:6              |
| Zwycięzca     | 14. | 23 sierpnia 1998     | Indianapolis       | Twarda          | Jiří Novák            | Mark Knowles Daniel Nestor           | 6:2, 7:6              |
| Finalista     | 9.  | 4 października 1998  | Majorka            | Ceglana         | Jiří Novák            | Pablo Albano Daniel Orsanic          | 6:7, 3:6              |
| Zwycięzca     | 15. | 1 listopada 1998     | Meksyk             | Ceglana         | Jiří Novák            | Daniel Orsanic David Roditi          | 6:4, 6:2              |
| Finalista     | 10. | 17 stycznia 1999     | Auckland           | Twarda          | Jiří Novák            | Jeff Tarango Daniel Vacek            | 5:7, 5:7              |
| Finalista     | 11. | 11 kwietnia 1999     | Estoril            | Ceglana         | Jiří Novák            | Tomás Carbonell Donald Johnson       | 3:6, 6:2, 1:6         |
| Finalista     | 12. | 25 kwietnia 1999     | Monte Carlo        | Ceglana         | Jiří Novák            | Olivier Delaître Tim Henman          | 2:6, 3:6              |
| Finalista     | 13. | 20 czerwca 1999      | ’s-Hertogenbosch   | Trawiasta       | Ellis Ferreira        | Leander Paes Jan Siemerink           | nie rozegrano         |
| Finalista     | 14. | 10 października 1999 | Bazylea            | Dywanowa (hala) | Jiří Novák            | Brent Haygarth Ałeksandar Kitinow    | 6:0, 4:6, 5:7         |
| Zwycięzca     | 16. | 13 lutego 2000       | Dubaj              | Twarda          | Jiří Novák            | Robbie Koenig Peter Tramacchi        | 6:2, 7:5              |
| Zwycięzca     | 17. | 16 lipca 2000        | Gstaad             | Ceglana         | Jiří Novák            | Jérôme Golmard Michael Kohlmann      | 3:6, 6:3, 6:4         |
| Zwycięzca     | 18. | 23 lipca 2000        | Stuttgart          | Ceglana         | Jiří Novák            | Lucas Arnold Ker Donald Johnson      | 5:7, 6:2, 6:3         |
| Finalista     | 15. | 15 października 2000 | Wiedeń             | Twarda (hala)   | Jiří Novák            | Jewgienij Kafielnikow Nenad Zimonjić | 4:6, 4:6              |
| Finalista     | 16. | 30 października 2000 | Moskwa             | Dywanowa (hala) | Jiří Novák            | Jonas Björkman David Prinosil        | 2:6, 3:6              |
| Zwycięzca     | 19. | 5 listopada 2000     | Stuttgart          | Twarda (hala)   | Jiří Novák            | Donald Johnson Piet Norval           | 3:6, 6:3, 6:4         |
| Finalista     | 17. | 18 lutego 2001       | Kopenhaga          | Twarda (hala)   | Jiří Novák            | Wayne Black Kevin Ullyett            | 3:6, 3:6              |
| Zwycięzca     | 20. | 2 kwietnia 2001      | Miami              | Twarda          | Jiří Novák            | Jonas Björkman Todd Woodbridge       | 7:5, 7:6(3)           |
| Zwycięzca     | 21. | 27 maja 2001         | St. Pölten         | Ceglana         | Petr Pála             | Jaime Oncins Daniel Orsanic          | 6:3, 5:7, 7:5         |
| Finalista     | 18. | 7 lipca 2001         | Wimbledon, Londyn  | Trawiasta       | Jiří Novák            | Donald Johnson Jared Palmer          | 4:6, 6:4, 3:6, 6:7(6) |
| Zwycięzca     | 22. | 5 sierpnia 2001      | Montreal           | Twarda          | Jiří Novák            | Donald Johnson Jared Palmer          | 6:4, 3:6, 6:3         |
| Finalista     | 19. | 14 października 2001 | Wiedeń             | Twarda (hala)   | Jiří Novák            | Martin Damm Radek Štěpánek           | 3:6, 2:6              |
| Finalista     | 20. | 6 stycznia 2002      | Doha               | Twarda          | Jiří Novák            | Donald Johnson Jared Palmer          | 3:6, 6:7(5)           |
| Finalista     | 21. | 3 marca 2002         | Acapulco           | Ceglana         | Martin Damm           | Bob Bryan Mike Bryan                 | 1:6, 6:3, 2–10        |
| Zwycięzca     | 23. | 26 maja 2002         | St. Pölten         | Ceglana         | Petr Pála             | Mike Bryan Michael Hill              | 7:5, 6:4              |
| Zwycięzca     | 24. | 16 czerwca 2002      | Halle              | Trawiasta       | David Prinosil        | Jonas Björkman Todd Woodbridge       | 4:6, 7:6(5), 7:5      |
| Zwycięzca     | 25. | 14 lipca 2002        | Gstaad             | Ceglana         | Joshua Eagle          | Massimo Bertolini Cristian Brandi    | 7:6(5), 6:4           |
| Zwycięzca     | 26. | 21 lipca 2002        | Stuttgart          | Ceglana         | Joshua Eagle          | David Adams Gastón Etlis             | 6:3, 6:4              |
| Zwycięzca     | 27. | 2 marca 2003         | Dubaj              | Twarda          | Leander Paes          | Wayne Black Kevin Ullyett            | 6:3, 6:0              |
| Finalista     | 22. | 30 marca 2003        | Miami              | Twarda          | Leander Paes          | Roger Federer Maks Mirny             | 5:7, 3:6              |
| Zwycięzca     | 28. | 13 lipca 2003        | Gstaad             | Ceglana         | Leander Paes          | František Čermák Leoš Friedl         | 6:3, 6:3              |
| Zwycięzca     | 29. | 13 czerwca 2004      | Halle              | Trawiasta       | Leander Paes          | Tomáš Cibulec Petr Pála              | 6:2, 7:5              |
| Zwycięzca     | 30. | 11 lipca 2004        | Gstaad             | Ceglana         | Leander Paes          | Marc Rosset Stanislas Wawrinka       | 6:4, 6:2              |
| Finalista     | 23. | 12 września 2004     | US Open, Nowy Jork | Twarda          | Leander Paes          | Mark Knowles Daniel Nestor           | 3:6, 3:6              |